# シュライアー整域
抽象代数学において、シュライアー整域 (Schreier domain) は、Otto Schreier にちなんで名づけられているが、整閉整域であって、すべての 0 でない元が primal なものである、すなわち、x が yz を割るときにはいつでも x は x = x1 x2 と書くことができて x1 は y を割り x2 は z を割る。整域が pre-Schreier とは、すべての 0 でない元が primal ということである。GCD整域はシュライアー整域の例である。用語"シュライアー整域"は P. M. Cohn によって 1960s に導入された。用語 "pre-Schreier domain" は Muhammad Zafrullah による。
一般に、既約元が primal であることと素元であることは同値である。したがって、シュライアー整域において、すべての既約元は素元である。特に、atomic Schreier 整域は一意分解環である。これは atomic GCD 整域は UFD であるという事実を一般化する。